# 田中澄憲
田中 澄憲（たなか きよのり、1975年12月28日 - ）は、日本の元ラグビー選手、指導者。現在ジャパンラグビーリーグワン東京サントリーサンゴリアスのゼネラルマネージャーを務めている。

## プロフィール
- 兵庫県伊丹市出身[1]。
- ポジションはスクラムハーフ(SH)。
- 現役時代のサイズは、身長 164 cm、体重 70 kg。
- 日本代表キャップは3。
- 現役時代には7人制日本代表にも選出された[2]。

## 来歴
小学1年生からラグビーを始めた。
1994年、報徳学園高校卒業後、明治大学に入学する。なお、高校時代に高校日本代表に選出されている。
1996年、大学3年から正スクラムハーフとして試合に出場するようになる。この年の大学選手権で優勝した。
1997年、大学4年で明治大学ラグビー部の主将に就任。監督の寺西博が不祥事で辞任したため、この年は監督が不在であり、例年の主将以上に田中の負担は重かった。
1998年、大学卒業後、サントリーに入社。
2005年、ラグビーワールドカップセブンズ2005の7人制日本代表に選出され、サントリーの主将に就任した
2011年、現役を引退した。
2012年、サントリーのチームディレクターに就任。
2017年、明治大学ラグビー部のヘッドコーチに就任。
2018年、明治大学ラグビー部の監督に就任。同年度の大学選手権で、22年ぶりの優勝に導く。
2021年、明治大学ラグビー部の監督を退任して東京サントリーサンゴリアスのゼネラルマネージャーに就任。
2022年、東京サントリーサンゴリアスの監督に就任。
2024年、東京サントリーサンゴリアスのゼネラルマネージャーに役職変更。